# Evemerismo
El evemerismo es una teoría hermenéutica de la interpretación de los mitos creada por Evémero de Mesene (s. IV a. C.) en su obra Inscripción sagrada (ἱερα ανάγραφη Hiera anágrafe), de la que solamente quedan resúmenes, y según la cual los dioses paganos no son más que personajes históricos benéficos de un pasado mal recordado, magnificados por una tradición fantasiosa y legendaria y por el culto que se les dio como personajes ejemplares que era útil recordar, la llamada deificación.
El sentido oculto de los mitos es, pues, de naturaleza histórica y social. Esta teoría sería aceptada aún por el filósofo David Hume y por Voltaire, quien escribió unos Diálogos con Evémero. Pero la obra de Evémero se ha perdido y se la conoce solo por sus comentaristas, sobre todo Diodoro de Sicilia.
En realidad, ya el sofista Pródico de Ceos sostenía lo mismo: afirmaba que los dioses son cosas o humanos que en la antigüedad fueron importantes, por lo que luego pasaron a ser deificados.
Cicerón, en su Sobre la naturaleza de los dioses (2, 24-25) y en Sobre la adivinación (2, 37), al interpretar los mitos, emplea tanto el alegorismo como el evemerismo, al hacer dioses a los hombres divinizados.
Ambas corrientes se encuentran también en las Etimologías (7, 11), una enciclopedia medieval de san Isidoro de Sevilla.
Los padres de la Iglesia utilizaron el evemerismo y la teoría alegórica para descalificar las creencias del paganismo, si bien se abstuvieron de aplicar tal doctrina a sus propias creencias.
El evemerismo fue criticado por Plutarco en su obra De Isis y Osiris del que dijo que «escribió todo un relato mitológico sin la menor base ni verdad» por basar sus afirmaciones en inscripciones de la isla de Pancaya, isla que no existe y por tanto dichas inscripciones tampoco.